# José Antônio Moreira, conde de Ipanema
José Antônio Moreira, primeiro barão com grandeza, visconde com grandeza e conde de Ipanema (São Paulo, 23 de outubro de 1797 — Rio de Janeiro, 28 de junho de 1879), foi um importante comerciante e capitalista da capital do império.
 

Filho de José Antônio Moreira e de Ana Joaquina de Jesus. Casou-se com Laurinda Rosa Ferreira dos Santos, deixando descendência, da qual destaca-se José Antônio Moreira Filho, segundo barão de Ipanema.

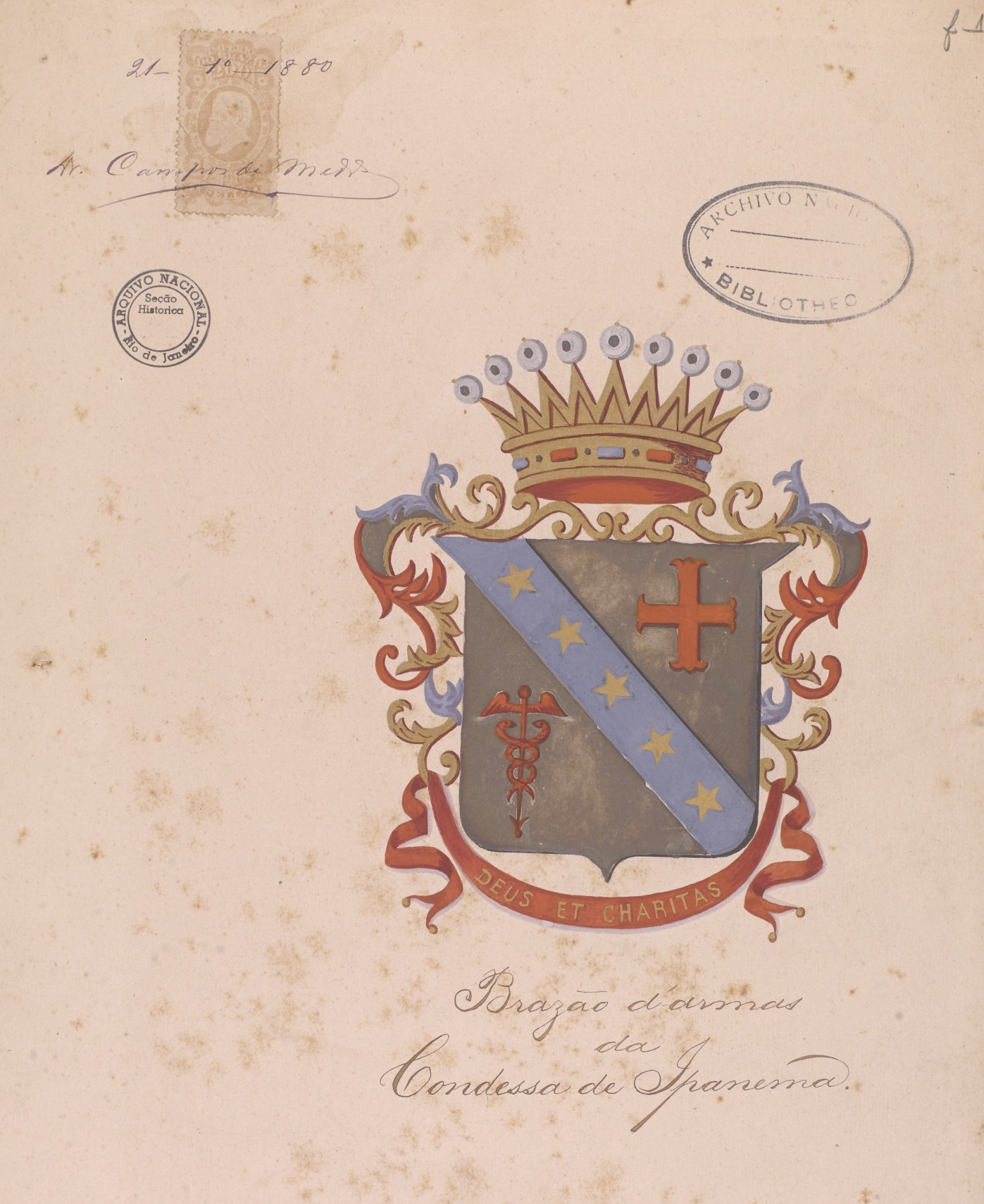
Brasão de Laurinda Rosa Ferreira dos Santos Moreira, Condessa de Ipanema.

## Titulos e Honras
Comendador da Imperial Ordem de Cristo e dignitário da Imperial Ordem da Rosa. Recebeu o baronato por decreto de 24 de março de 1847, as grandezas de barão por decreto de 25 de setembro de 1849, o viscondado com grandeza por decreto de 2 de dezembro de 1854 e o condado por decreto de 20 de fevereiro de 1868. Faz referência à Fábrica de Ferro de Ipanema, na região de Sorocaba, que fica às margens do Rio Ipanema.